# نادين بوس

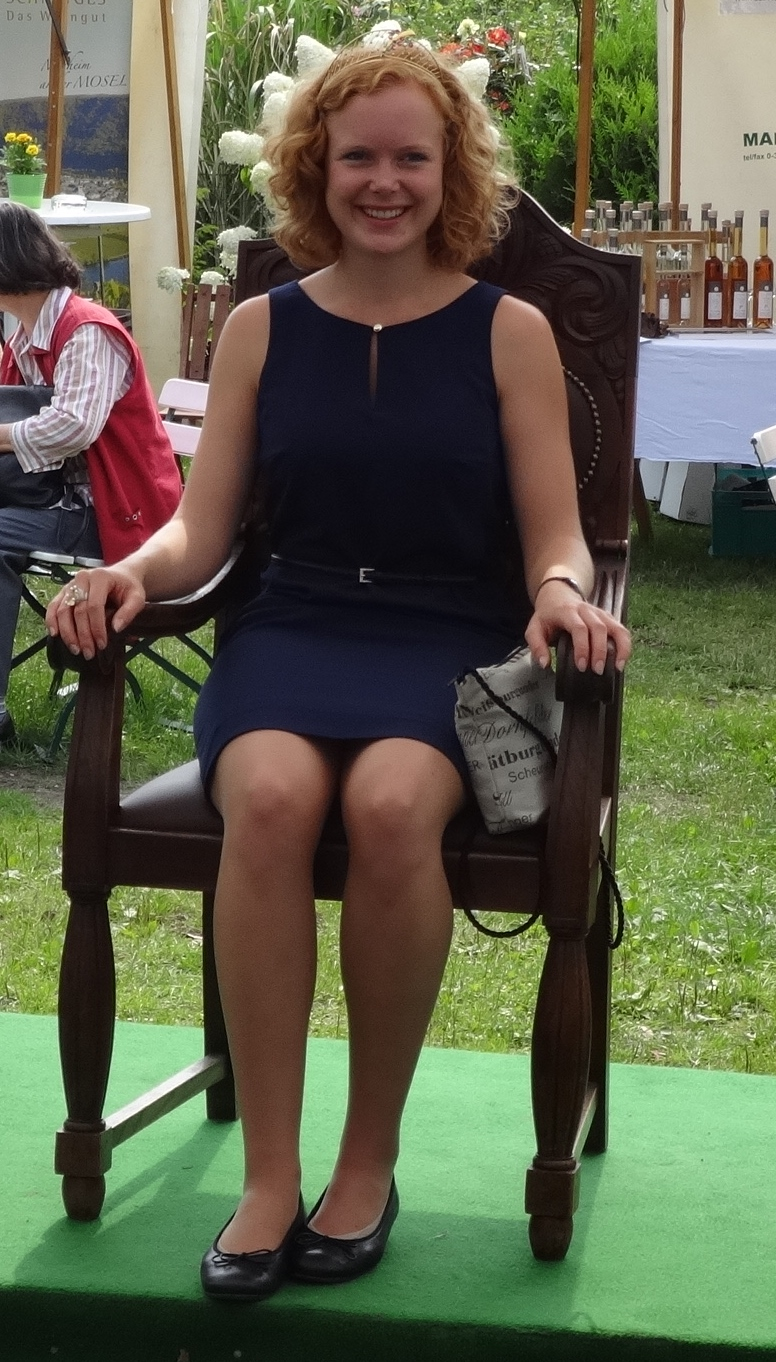
نادين بوس في برلين ، يوليو 2014

تم اختيار نادين بوس (بالإنجليزية: Nadine Poss)‏ (من مواليد عام 1991)، من فيندسهايم في منطقة النبيذ الألمانية في الخامس عشر من سبتمبر 2013 في أوفنبرغ، كخليفة لجوليا بيرترام من منطقة آهر للخمور. وبالتالي أصبحت ثامن ملكة نبيذ ألمانية من منطقة ناهي. كانت أميرات النبيذ خلال فترة مُلكها التي امتدت اثني عشر شهرًا هما رامونا ديغيل (راينهيسن) وسابين فاغنر (راينغاو). يعتبر تتويج ملكة للنبيذ في ألمانيا تقليدًا في مدينة نويشتات أن در فاينشتراسه. أُقيم الحفل في أوفنبورغ على سبيل الاستثناء احتفالًا بالذكرى المئوية لرابطة بادن فينتنرز.

## حياتها
وُلدت نادين بوس في 8 مايو / أيار 1991 ونشأت في ويندسهايم في منطقة باد كرويتسناخ في مزرعة والدها ويت بوس، وهي واحدة من مزارع البورغندي الرائدة في وادي ناهي. وفي الفترة من 1997 إلى 2001، ذهبت بوس إلى المدرسة الابتدائية في غولدينتال، ثم ذهبت في الفترة من 2001 إلى 2010 إلى مدرسة ألفريد ديلب في هرجسهايم. ذهبت نادين بعد امتحان الأبيتور Abitur إلى إسبانيا لمدة ستة أشهر، حيث عاشت مع أسرة أندلسية وذهبت إلى مدرسة محلية لتعلم اللغة الإسبانية.
عملت نادين في عام 2010 في إحدى مستودعات النبيذ في سكولس جوهانسبيرغ ومصنع بينغن آن در راين في ريه كيندرمان. أخذت نادين تدرس صناعة النبيذ الدولية في جامعة جيزنهايم منذ عام 2011. ترى نادين مستقبلها في مزرعة والديها.
انتُخبت نادين في 10 نوفمبر 2012 لتكون ملكة النبيذ الإقليمية في وادي ناهي.
سافرت بوس، ملكة النبيذ الوطني الألمانية، في جميع أنحاء العالم للقيام بدورها في الترويج للنبيذ الألماني. وفي يونيو 2014، ساعدت في إطلاق حملة "أسابيع نبيذ ريسلنج Riesling Weeks" في هونغ كونغ، وانضمت إلى القنصل العام لألمانيا في عشاء خاص للاحتفال بالحدث. وفي وقت لاحق من ذلك الشهر، كانت بوس في كندا لاستضافة "أسابيع نبيذ ريسلنج" في فانكوفر، ثم استضافت في يوليو 2014 "حفلة ريسلينج الصيفية الموسيقية" في ميناء نيويورك كجزء من "31 يومًا من نبيذ ريسلينغ الألماني". "في الولايات المتحدة.
أجرت مجلة كرو في يناير 2015 مقابلة معها ووصفتها بأنها «ممثلة صناعة النبيذ الألمانية».

## روابط خارجية
- The family vineyard
- 2013 Wine Queen Competition: Candidate Nadine Poss from the Nahe at deutscheweine.de
- Official website of the German Wine Queen

Allgemeine Zeitung:
- Keine Angst vor steilen Klippen – Hobby-Bergsteigerin Nadine Poss aus Windesheim zieht souverän ins Finale ein by Thomas Ehlke on 9 Sep 2013
- Vom Fernweh fasziniert – Nadine Poss aus Windesheim stellt sich der Wahl by Beate Vogt-Gladigau on 7 Nov 2012

قالب:Folgenleiste